# The Gloomys
The Gloomys was in de jaren zestig en het begin van de jaren zeventig een beat- en rock-'n-rollband uit Berlijn. Ze brachten een tiental singles uit in Duitsland, waarvan er ook verschillende in het buitenland verschenen. I'm a bum bereikte bijvoorbeeld de Nederlandse hitlijsten.

## Geschiedenis
De band maakte in 1961 de eerste stappen op wasborden met skifflemuziek. De naam kende in de loop van de jaren verschillende varianten, waaronder de Gloomy Moon Singers, totdat uiteindelijk voor The Gloomys werd gekozen.
In 1964-65 hadden ze ook enkele Duitstalige nummers, en vervolgens een tijdje gecoverde Engelse liedjes zoals op het album Daybreak. De singles zijn echter voor een groot deel door Duitse schrijvers geschreven, enkele door onder meer Ralph Siegel en Michael Kunze.

## Discografie
Singles
The Gloomys brachten een tiental singles uit tussen 1966 en 1973. Enkele singles werden ook in bijvoorbeeld Nederland, Spanje en het Verenigd Koninkrijk uitgebracht. Het nummer I'm a bum stond vier weken in de middenmoot van de Nederlandse hitlijsten. Dat lied verscheen in Spanje als Soy un vago.
- 1966: Oh freedom
- 1967: Daybreak
- 1968: Winds of change
- 1968: David and Goliath
- 1969: The world goes round and round
- 1969: Treat her like you wanna be treated
- 1970: I'm a bum
- 1971: Mary-Ann
- 1971: Pretty Jane
- 1973: Tomorrow I will Marry

Albums
- 1968: Daybreak
- 1969: Gloomys II